# Didier Zago
Pour les articles homonymes, voir Zago.
Didier Zago, né le 26 juin 1978 à Albi, est un coureur de fond français spécialisé en course en montagne et en skyrunning. Il est double champion de France de course en montagne.

## Biographie
Didier commence par le VTT à l'âge de 14 ans. Il démontre de bonnes performances en alignant les podiums en catégorie espoir. Il devient champion d'Auvergne espoir en 1998. Sa carrière en VTT est stoppée par une blessure et il se retire de la compétition durant 5 ans. Il se relance en 2007 en course à pied, se découvrant une passion pour la course en montagne et le kilomètre vertical,.
En 2010 et 2011, il enchaîne les victoires en kilomètre vertical dans les épreuves espagnoles. Il remporte la Coupe espagnole de la discipline à deux reprises en 2010 et 2011. Le 7 août 2011, il prend part aux championnats de France de course en montagne qui ont lieu chez lui dans le cadre de la course Tardets–La Madeleine–Tardets. Sur un parcours rendu glissant par la pluie, Didier a fait parler sa connaissance du terrain pour dominer la course et remporter son premier titre. Il est sélectionné pour les championnats du monde de course en montagne à Tirana. Sur un parcours exigeant, il profite des défaillances des coureurs ougandais pour terminer sixième et meilleur Français. Il décroche la médaille de bronze par équipe avec Julien Rancon, Guillaume Fontaine et Renaud Jaillardon.
Il prend part aux SkyGames 2012 qui ont lieu dans la comarque de la Ribagorce. Terminant au pied du podium du kilomètre vertical, il se rattrape en dominant l'épreuve de SkySpeed, un sprint vertical de 200 m pour 100 m de dénivelé disputé en tournoi qualificatif. Signant les meilleurs temps lors des manches qualificatives, il doit faire face à Luis Alberto Hernando et Jesús de la Morena en finale. Sprintant jusqu'à la ligne d'arrivée, Didier s'impose tandis que Jesús se jette sur la ligne d'arrivée pour terminer devant Luis Alberto. Il met ensuite à profit son passé de vététiste pour se placer dans le peloton de tête de l'épreuve de SkyBike, un duathlon comprenant une manche de VTT, puis de course en montagne et à nouveau de VTT. Prenant l'avantage dans l'épreuve de course à pied. Lors de la descente finale, il ne tient pas le rythme de Jesús de la Morena puis est supris par Francesc Freixer et termine finalement sur la troisième marche du podium.
Blessé en 2016, il fait son retour à la compétition aux championnats de France de course en montagne 2017 à Culoz. Malgré de bonnes sensations, il ne peut pas tenir le rythme d'Emmanuel Meyssat et se contente de la médaille d'argent. Emmené par ce dernier lors des championnats d'Europe de course en montagne à Kamnik, Didier termine cinquième et décroche l'or par équipes.
Il prend le départ des championnats de France de course en montagne le 9 juin 2019 à Saint-Gervais-les-Bains. Profitant de l'absence de certains favoris comme Julien Rancon et Emmanuel Meyssat qui participent au championnat de France de trail, Didier impose son rythme dans la partie la plus raide, semant ainsi ses adversaires à plus d'une minute. Il remporte son second titre à 41 ans.
Il est contrôlé positif à l'EPO en septembre 2020.

## Palmarès

### Course en montagne
| no  | masculin           | Course                                                      | Longueur | Départ            | Temps           |
| --- | ------------------ | ----------------------------------------------------------- | -------- | ----------------- | --------------- |
| 2e  | Médaille d'argent  | Ascension du Col de Vence                                   | 11,8 km  | 2 mai 2010        | 44 min 56 s     |
| 3e  | Médaille de bronze | Montée de l'Aubisque                                        | 18,7 km  | 22 août 2010      | 1 h 18 min 11 s |
| 1re | Médaille d'or      | Championnats de France de course en montagne                | 13 km    | 7 août 2011       | 59 min 12 s     |
| 1re | Médaille d'or      | Montée de l'Aubisque                                        | 18,7 km  | 21 août 2011      | 1 h 17 min 4 s  |
| 6e  | 6e                 | Championnats du monde de course en montagne                 | 13,5 km  | 11 septembre 2011 | 54 min 50 s     |
| 2e  | Médaille d'argent  | Montée de l'Aubisque                                        | 18,7 km  | 26 août 2012      | 1 h 18 min 32 s |
| 6e  | 6e                 | Marathon du Mont-Blanc                                      | 42,2 km  | 30 juin 2013      | 3 h 48 min 42 s |
| 1re | Médaille d'or      | Montée de l'Aubisque                                        | 18,7 km  | 23 août 2015      | 1 h 17 min 31 s |
| 5e  | 5e                 | Championnats d'Europe de course en montagne                 | 12,5 km  | 8 juillet 2017    | 1 h 4 min 30 s  |
| 9e  | 9e                 | Championnats du monde de course en montagne longue distance | 32 km    | 6 août 2017       | 3 h 33 min 14 s |
| 1re | Médaille d'or      | Montée de l'Aubisque                                        | 18,7 km  | 27 août 2017      | 1 h 16 min 43 s |
| 1re | Médaille d'or      | Montée du Nid d'Aigle                                       | 20 km    | 15 juillet 2018   | 1 h 57 min 13 s |
| 1re | Médaille d'or      | Championnats de France de course en montagne                | 13,5 km  | 9 juin 2019       | 1 h 6 min 2 s   |
| 1re | Médaille d'or      | Montée de l'Aubisque                                        | 18,7 km  | 30 août 2020      | 1 h 18 min 22 s |

### Skyrunning
| no  | masculin           | Course                                       | Longueur | Départ            | Temps           |
| --- | ------------------ | -------------------------------------------- | -------- | ----------------- | --------------- |
| 2e  | Médaille d'argent  | Puyada Oturia                                | 38 km    | 25 septembre 2009 | 3 h 21 min 24 s |
| 1re | Médaille d'or      | Kilomètre vertical de Puig Campana           | 3,6 km   | 5 novembre 2010   | 38 min 39 s     |
| 1re | Médaille d'or      | Carrera Vertical Cara Amón                   | 4,7 km   | 21 mai 2011       | 54 min 57 s     |
| 2e  | Médaille d'argent  | Gerania Vertical Kilometer                   | 5 km     | 10 juin 2012      | 44 min 30 s     |
| 4e  | 4e                 | SkyGames - Kilomètre vertical                | 3 km     | 30 juin 2012      | 37 min 5 s      |
| 2e  | Médaille d'argent  | Kilomètre vertical de la Rhune               | 4,4 km   | 5 avril 2015      | 31 min 11 s     |
| 3e  | Médaille de bronze | Zegama-Aizkorri KV                           | 2,8 km   | 15 mai 2015       | 34 min 42 s     |
| 3e  | Médaille de bronze | Skyrhune                                     | 21 km    | 23 septembre 2017 | 1 h 56 min 18 s |
| 2e  | Médaille d'argent  | Championnats de France de kilomètre vertical | 3,5 km   | 9 septembre 2018  | 35 min 52 s     |
| 3e  | Médaille de bronze | Skyrhune                                     | 21 km    | 22 septembre 2018 | 2 h 5 min 35 s  |
| 2e  | Médaille d'argent  | Skyrhune                                     | 21 km    | 21 septembre 2019 | 1 h 58 min 59 s |
| 3e  | Médaille de bronze | Canfranc-Canfranc 16K                        | 16 km    | 13 septembre 2020 | 1 h 52 min 10 s |

## Records
| Épreuve       | Performance | Date         | Lieu |
| ------------- | ----------- | ------------ | ---- |
| 10 kilomètres | 31 min 55 s | 12 août 2010 | Dax  |